# Ілліче

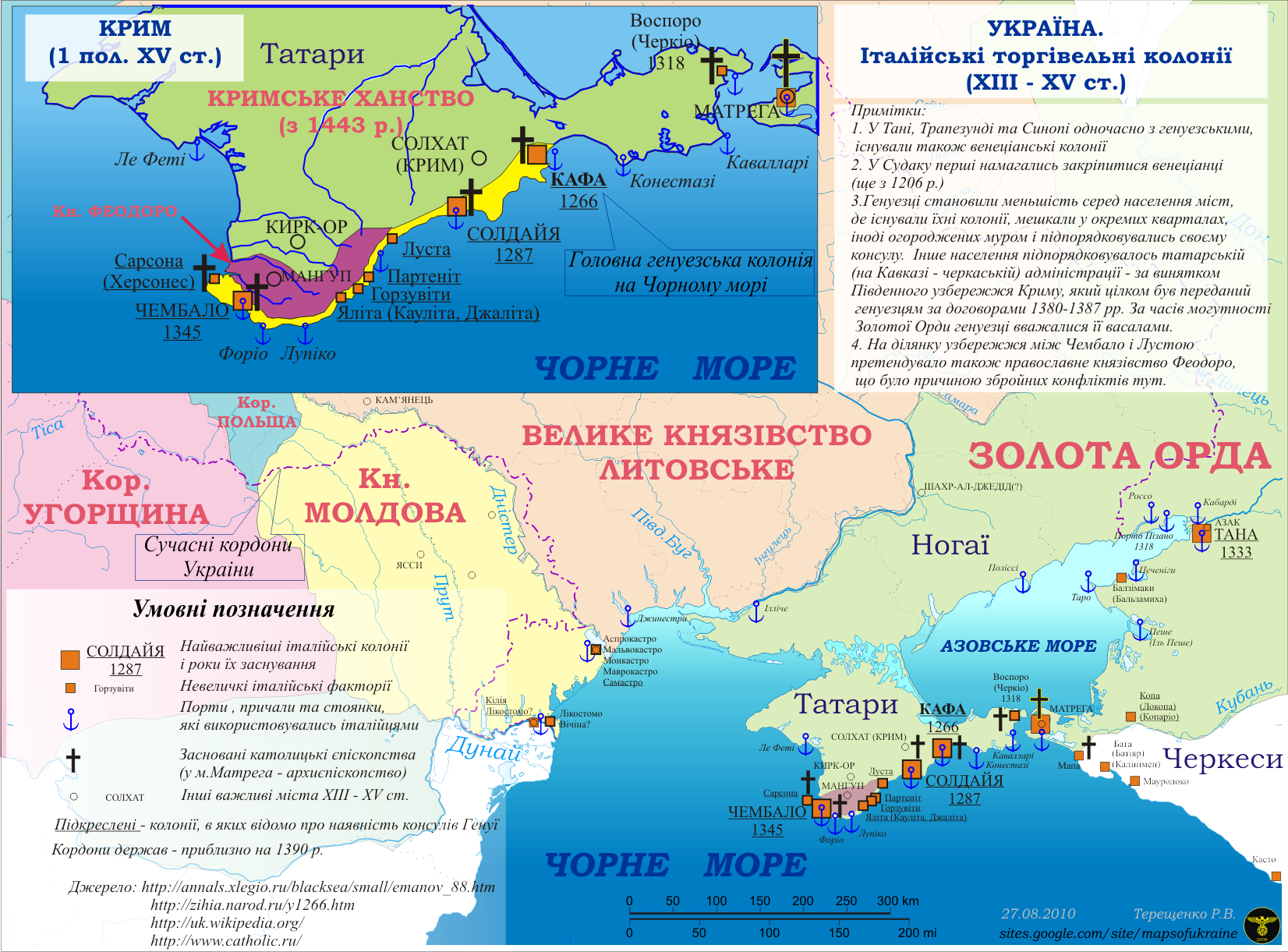
Італійські (генуезькі) колонії Північного Причорномор'я бл.1390 р.

Ілліче (Лерічі) — генуезька торговельна факторія (колонія, замок) що розміщувалась в гирлі (пониззі) Дніпра але точне місце розташування її не відоме. Дана факторія, як і інші генуезькі факторії, існувала з дозволу ординської влади і сплачувала їй податки. Деякі дослідники вважають що вона розміщувалася на місці портового міста Київської Русі Олешшя, що було захоплене і зруйноване під час  монгольської навали. Час існування Ілліче з 13 по кінець 15 століття, в 1480-х роках Ілліче був захоплений османами і їх союзниками кримськими татарами, подальша доля факторії на разі не відома дослідникам.